# Red Devil (energy drink)
La Red Devil è una marca di energy drink. Creato nel 1995 nei Paesi Bassi, la bevanda è riuscita negli anni a conquistare una posizione di spicco nel settore delle bevande energetiche, raggiungendo il vertice in Russia, e la seconda posizione nel Regno Unito e in Europa, e la terza in Italia. L'energy drink ad oggi viene distribuito in 60 paesi, tramite varie società: in Italia dalla Ceres, nel Regno Unito e Irlanda dalla Britvic, nei paesi scandinavi dalla Altia, e dal 2007 la Impulse One la importa negli Stati Uniti.

## Prodotto

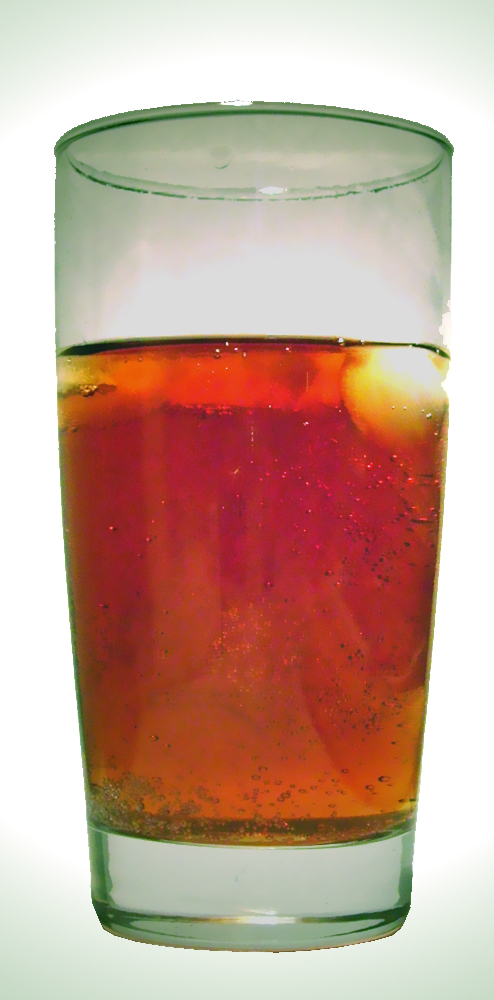
Un bicchiere di Red Devil servito con ghiaccio

La bevanda colpisce fin dall'inizio per l'odore forte e persistente di mirtillo, aspetto che si ripresenta al sapore, sebbene in maniera meno aggressiva. Servito ghiacciato in un bicchiere si presenta vivacemente frizzante e di colore arancione.
A volte sostituisce la Red Bull nel cocktail Vodka Red Bull.

### Varietà
La Red Devil viene distribuita inizialmente in bottigliette da 33 cl, a cui si aggiungeranno le lattine da 33 e 25 cl.
Nel 2007 vengono create la Red Devil Light, la versione senza zucchero, e la Red Devil (U.S. formulation): la nuova formula, creata per avvicinarsi maggiormente al gusto statunitense, è più dolce rispetto all'originale. Dal 2008 sono presenti inoltre le Red Devil Energy Gum, chewing gum allo xilitolo, caffeina, vitamine e taurina, dal gusto molto simile alla bevanda.

### Informazioni nutrizionali
|                   | Red Devil (100 ml) |
| ----------------- | ------------------ |
| Valore Energetico | 52,8 kcal/224 kJ   |
| Calorie           | 52,8               |
| Grassi            | 0 g                |
| Zucchero          | 12.5 g             |
| Proteine          | 0 g                |
| Sodio             | 0.01 g             |
| Taurina           | 0,4 g              |
| Vitamina C        | 24 mg              |
| Vitamina B2       | 0.6 mg             |
| Niacina           | 6 mg               |
| Acido Pantotenico | 2.4 mg             |
| Vitamina B6       | 0.8 mg             |
| Vitamina B12      | 0,4 µg             |
| Caffeina          | 30 mg              |

## Design

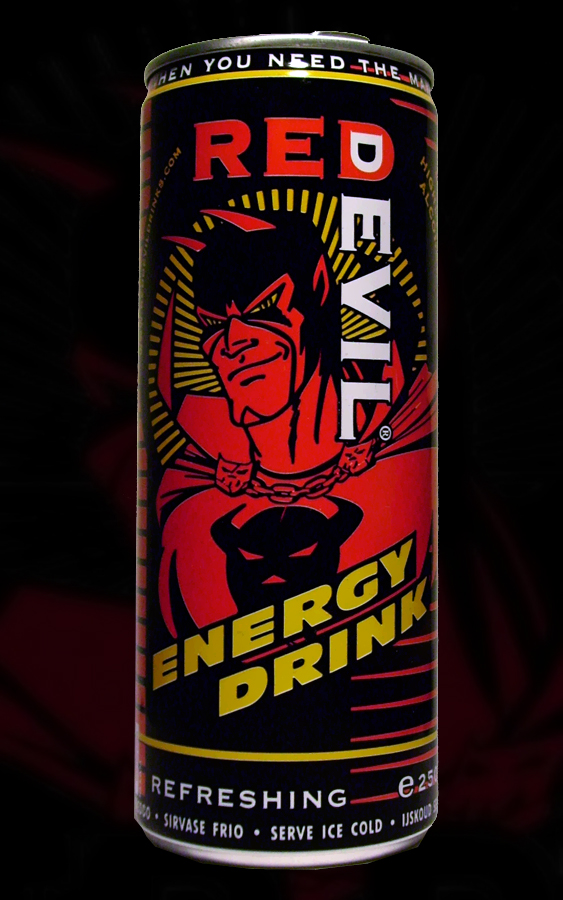
Lattina di Red Devil tradizionale

La Red Devil ha scelto come logo un diavolo disegnato a mezzo busto in stile fumettistico circondato da una serie di raggi. Il logo ricompare anche sulle confezioni, sebbene queste mostrino diversi disegni. Il design tradizionale, che compare sia sulle bottigliette che sulla lattina, è composto dal logo molto grande su uno sfondo nero che sfuma tramite linee orizzontali progressivamente più spesse, verso il rosso. Questa composizione, ideata dalla Mèdèe, è stata sostituita negli Stati Uniti da una più semplice, con il logo ridotto e lo slogan che compaiono su una silhouette di diavolo rossa, da cui partono delle sottili linee nere; lo stesso concept è stato utilizzato per la versione light, ma con lo sfondo bianco e le linee argentate. Un'ulteriore modifica è presente nel Regno Unito, dove la lattina è completamente nera, ad esclusione del nome e di un volto demoniaco che sfuma dall'ombra.

## Promozione
Per la sua campagna promozionale, la bevanda olandese utilizza percorsi già battuti da altre aziende, ed in particolare il gigante austriaco Red Bull.
Il Marchio del diavolo compare infatti in vari eventi sportivi, sponsorizzando piloti come i rallisti Mika Häkkinen, il campione del mondiale 2007 di motonautica Sami Seliö, e partecipa all'A.M.A., l'associazione motociclistica statunitense, con il team "Red Devil" e il centauro Kristian Sohlberg, e all'A.R.C.A. con la HL Motorsport.
La Red Devil inoltre assolda delle ragazze, le "Red Devil Dolls", vestite con maglietta e hot pants neri, bianchi o rossi, e delle corna rosse da diavolo in testa, che partecipano ad eventi sportivi come Grid Girl, o ad altri eventi come promotrici.
Grazie alla collaborazione con l'azienda Nikitadesign, ha sviluppato un sistema di comunicazione tramite bluetooth, che avverte i consumatori di un punto vendita o un totem mediasender distributivo.